# Yandex.Money
Yandex.Money (in russo Яндекс.Деньги ?, Jandeks.den'gi) è il più grande servizio di pagamento elettronico della Russia. È un servizio creato da Yandex, il più grande motore di ricerca russo col suo 62% di quota di mercato, quarto nel mondo.
Yandex.Money è stato lanciato nel 2002. Dal 2011 è quotata nel mercato NASDAQ, alla borsa di New York. Nel 2013, la banca Russa Sberbank, una delle maggiori banche dell'Europa dell'est, ha acquisito una quota di Yandex.Money. Dal 2013, con un investimento di circa 60 milioni di dollari, Sberbank possiede il 75 percento del capitale della compagnia, il restante 25 percento è tuttora in possesso dei fondatori, la stessa Yandex. Il 4 Giugno 2014 è stata quotata alla Borsa di Mosca.

## Tipologie di servizi offerti
Yandex rende disponibili transazioni finanziarie in tempo reale in rubli, permettendo pagamenti e 
trasferimenti di denaro tramite internet. Il servizio rende disponibili procedure per i siti di e-commerce, includendo pagamenti tramite carte di credito, la moneta elettronica Yandex, oltre a transazioni in contanti tramite i suoi 170.000 terminali di pagamento in contanti e tramite gli operatori mobili. Oltre 76.000 negozi online, incluse partnership come Skype, AliExpress, iTunes, Nintendo e di giochi online, usano il servizio Yandex.Money per le transazioni in Russia e gli stati dell'ex CSI.
Yandex.Money fornisce una propria interfaccia utente, con la quale è possibile gestire diversi portafogli elettronici per i vari pagamenti. Gli utenti di Yandex.Money possono usare i loro portafogli elettronici per effettuare acquisti online, ricariche telefoniche, pagare bollette e fatture, acquistare carburante alle stazioni di autorifornimento, contribuire a campagne di raccolta fondi online, ecc. Esistono inoltre delle carte di pagamento Yandex.Money, si tratta di carte di credito sia virtuali sia col comune badge plastico, del circuito MasterCard. A dicembre 2014, il sistema conta oltre 20 milioni di conti Yandex.Money attivi. Il ritmo di crescita della piattaforma di pagamento è di oltre 12000 nuovi conti al giorno.

## Radicamento del servizio sul territorio russo
Secondo un sondaggio di opinione del marzo 2014, Yandex.Money è largamente conosciuto in Russia. In un sondaggio condotto dalla società Taylor Nelson Sofres, è risultato che l'87 percento dei of Russi hanno familiarità col servizio, e il 22 percento usa regolarmente Yandex.Money per effettuare pagamenti.

## Organizzazione dell'azienda
La sede centrale della compagnia è a Mosca, in Russia. Ha filiali a San Pietroburgo e Nižnij Novgorod. Maria Gracheva è il direttore esecutivo di Yandex.Money.  È alla guida della compagnia dal 18 marzo 2014. Dal 2014, la sede fiscale della compagnia è Amsterdam.